# Château Le Piat
 (avril 2020).
- Si vous ne connaissez pas le sujet, laissez ce bandeau (vous pouvez alors contacter les auteurs).
- Si vous supprimez le contenu mis en cause (vous pouvez préalablement contacter les auteurs),

argumentez précisément cette suppression dans la page de discussion
(un manque de référence n'est pas un argument ; une recherche réelle de référence doit avoir été effectuée, être formellement documentée).
 (mai 2017).
Si vous disposez d'ouvrages ou d'articles de référence ou si vous connaissez des sites web de qualité traitant du thème abordé ici, merci de compléter l'article en donnant les références utiles à sa vérifiabilité et en les liant à la section « Notes et références ».
Le château Le Piat est un château et domaine viticole de l'appellation Côtes de Bourg, situé à Tauriac, en Gironde. 

## Localisation
Situé sur la commune girondine de Tauriac, le château Le Piat est traversé par le 45e parallèle Nord. Il est situé à 34 kilomètres de Bordeaux et à 18 kilomètres de Blaye.

## Histoire

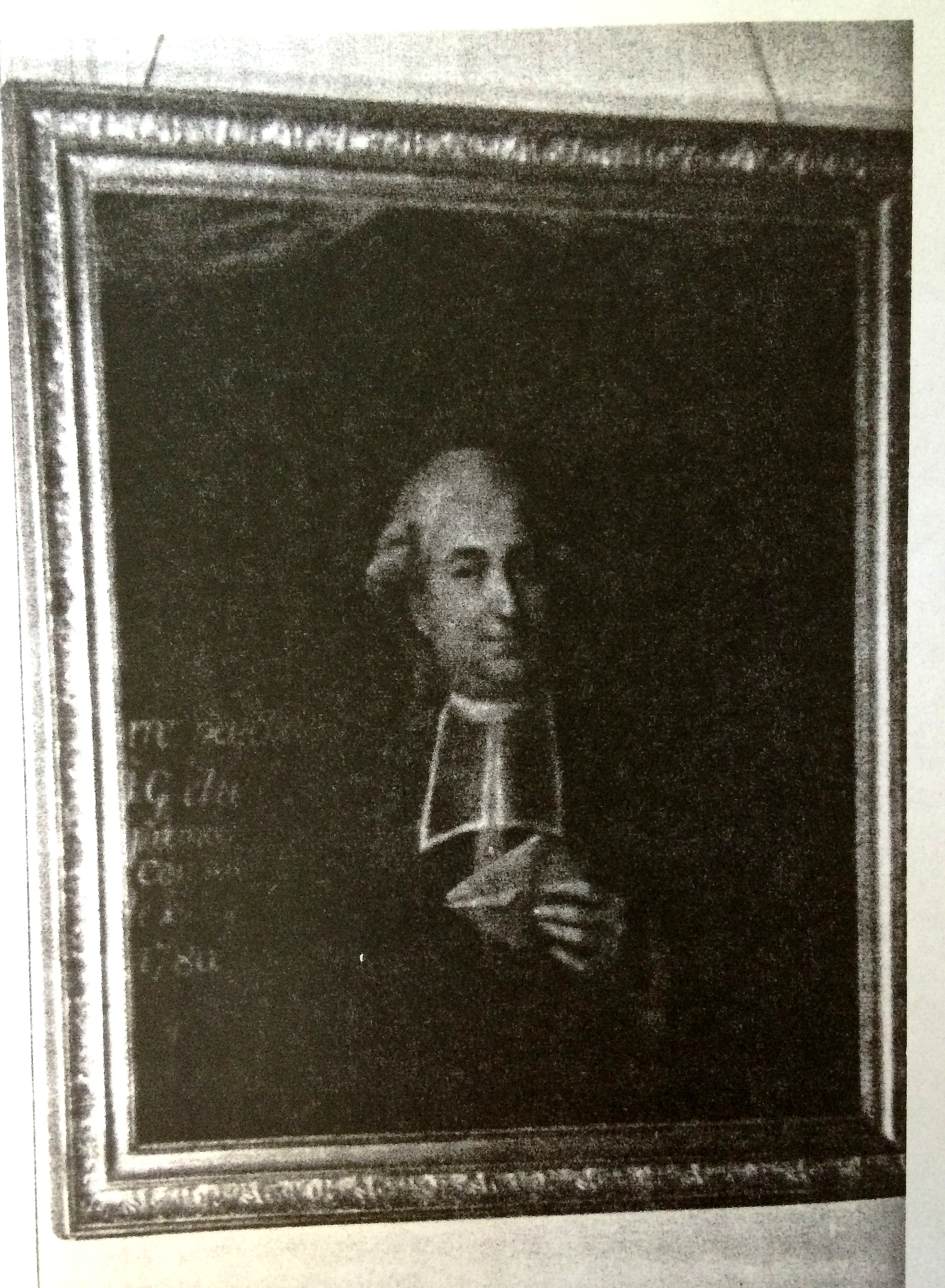
Photographie du tableau représentant Joseph-Guillaume Peychaud dit Milord, membre de la Bourse du commerce à Bordeaux, en 1780. Lieu d'accrochage actuel inconnu

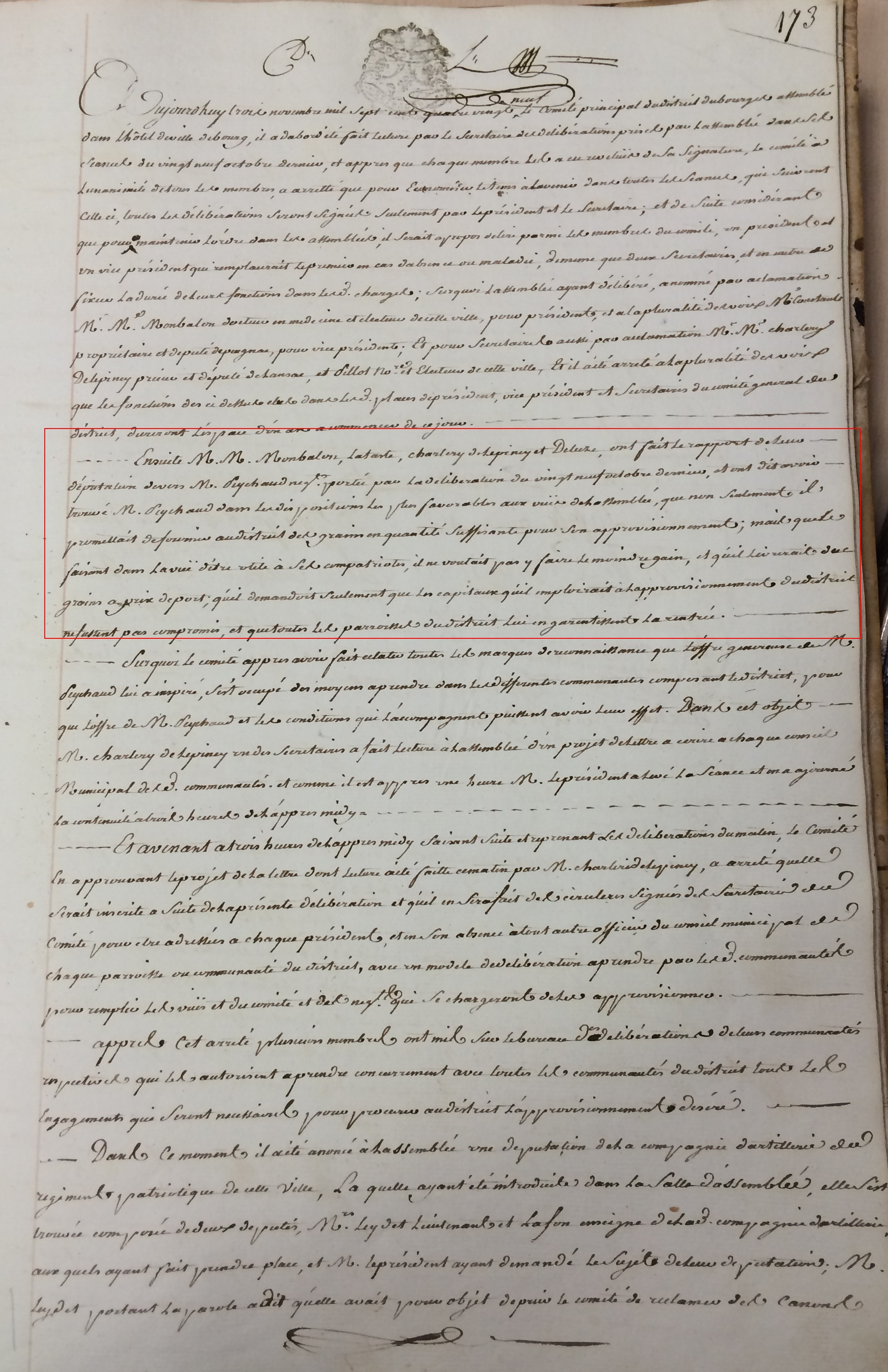
Fin 1789 Joseph-Guillaume Peychaud négociant à Bordeaux et propriétaire du château Le Piat à Tauriac, ravitaille la ville de Bourg en grains. Extrait du registre de la Jurade à Bourg

D'après un document datant de juin 1556, plusieurs domaines sont accolés au Piat (dont l’orthographe varie au cours des époques : Pia, Pya puis Piat) : les Arnauds et les Treize Pommiers. Il mentionne un vignoble qui n’occupe qu’une partie du domaine, le reste étant consacré à la polyculture. La famille bourgeoise des Peychaud en a fait l’acquisition peu après et le conserve jusqu’en 1853. Le premier Peychaud connu est, en 1379, signataire du traité d’alliance entre les villes de Guyenne. Comme maire en 1406, il dirige la résistance de Bourg-sur-Gironde lors d’un siège par l’armée Française. L’histoire des Peychaud est lisible depuis 1562 et Brantôme cite par trois fois leur nom dans ses lettres au roi Henri III.
De la branche commerçante, Joseph-Guillaume Peychaud, dit Milord, est élu à la Bourse de Bordeaux (Chambre de commerce de Guyenne) le 5 mai 1780 en même temps que Pierre Chicou et Arnaud Lavaud aîné. Il est propriétaire à Bordeaux d'un immeuble à l’angle de la rue du Parlement Sainte-Catherine (no 13 actuel) et de la rue Métivier, puis fait bâtir le Château Le Piat dans l’esprit du Grand théâtre de Bordeaux inauguré en avril 1780.
Joseph-Guilaume Peychaud, appelé usuellement Milord ou Milord Peychaud, s'illustre aussi en fournissant du grain à la ville de Bourg lors de la famine de 1789.
Le Château Le Piat revient à l’un des enfants Peychaud à l’issue du partage et de la donation entre vifs faits par les époux Peychaud le 28 janvier 1825 (acte notarié).
Le Château Le Piat est acheté en 1853 par la famille Castanet native du cru. Il échoit à Françoise Lisse, une des descendantes Castanet. Il sera habité à l’année par Jacques Lisse, son époux, puis par les propriétaires actuels, la famille Baillou. Devenu résidence principale dans les années 1980, il n'avait jusqu’alors été occupé qu’en tant que résidence d’été. Une lettre, adressée en 1788 par Guillaume Peychaud à son cousin germain Valentin Bernard, futur député aux États Généraux, indique la vocation d'agrément du Château Le Piat : « mon cher Valentin, quand viendrez-vous nous voir au Pia ? Ma femme y est déjà avec les enfants et moi, je vais y passer quelques jours au mois d’août avec quelques amis… ».

### Joseph-Guillaume Peychaud, dit Milord, actif pour soncanton de Bourg-sur-Gironde
Un document des archives départementales de la Gironde mentionne une visite que firent ensemble à la fin du XVIIIe siècle, le propriétaire du Piat et Valentin Bernard, son cousin germain, notable et futur maire de Bourg, parmi d'autres informations sur le territoire de Bourg-sur-Gironde et ses environs : « Rapport de Messieurs Peychaud et Bernard relatif aux chemins. Mention de l'arrivée de l'Intendant, accompagné de M. Vatflembert, inspecteur général des Ponts et Chaussées, au château du Bouilh, appartenant au comte de Latour-Dupin, lieutenant général des armées du Roi, etc. Visite par ces messieurs du chemin depuis led. château du Bouilh jusques à cellui du Piat, bien du sieur Peychaud, négociant (25 octobre) ».

### Généalogie Peychaud

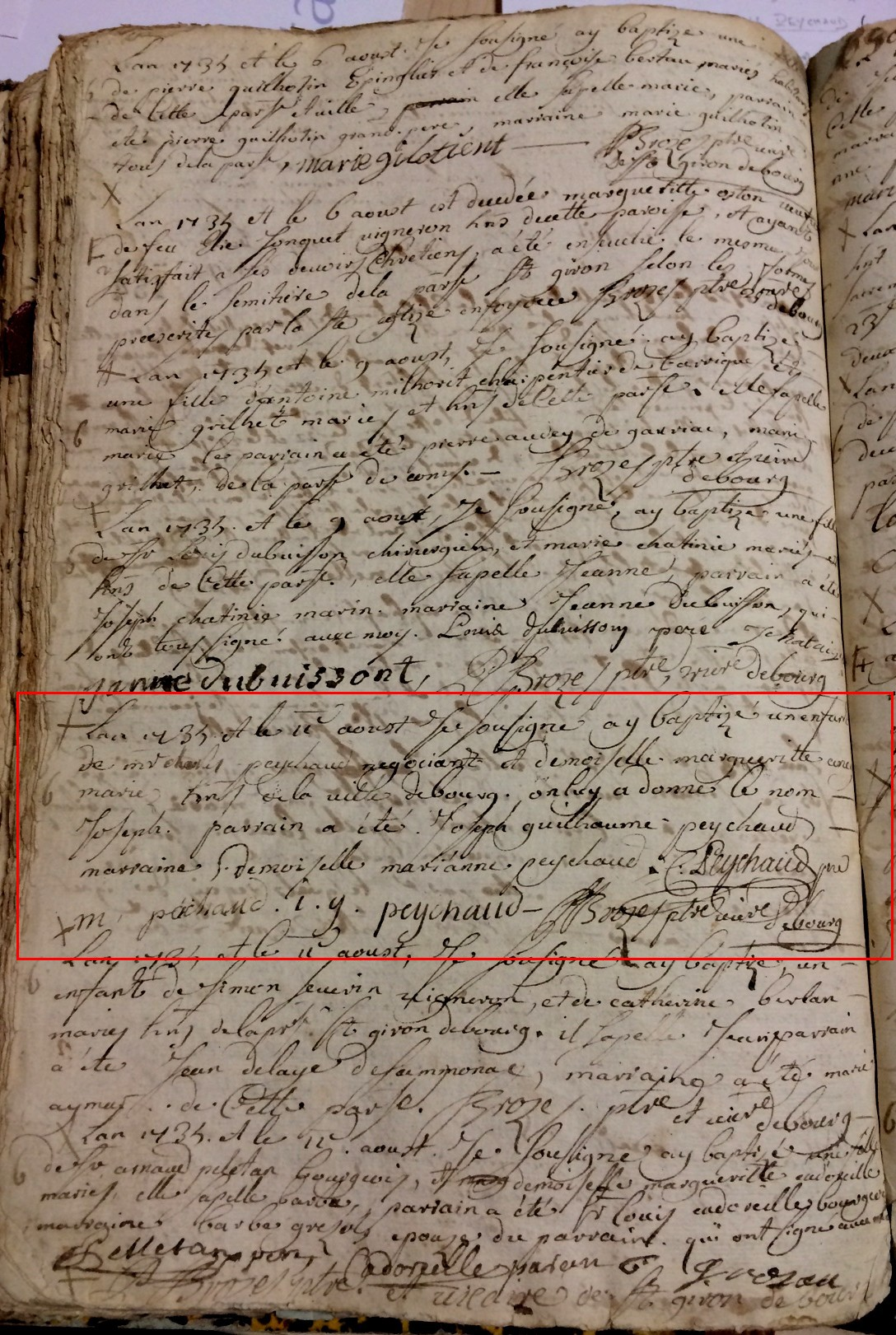
Baptême de Joseph-Guillaume Peychaud - Archives de Bourg (Gironde)

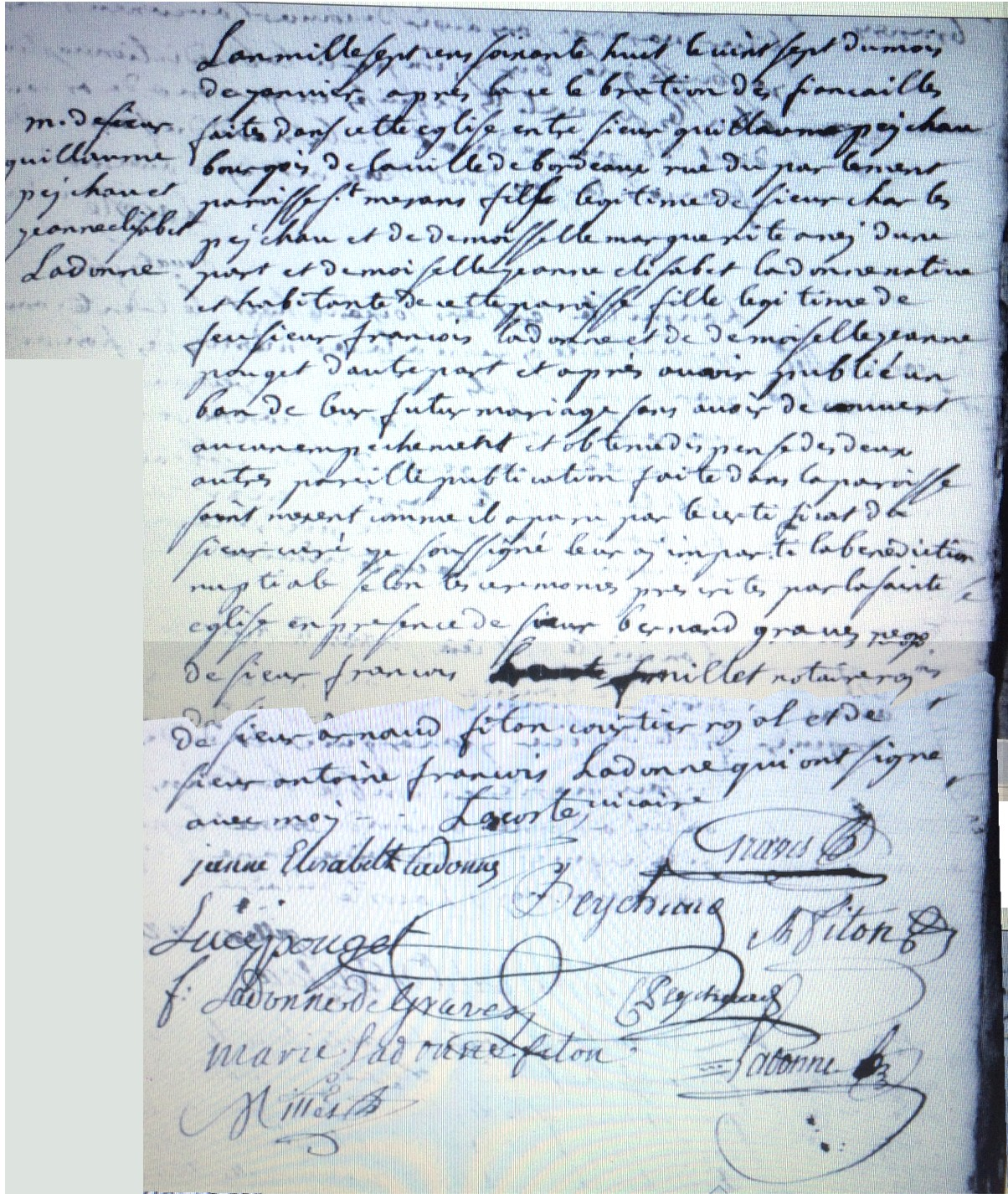
Acte de mariage de Joseph-Guillaume Peychaud et Jeanne Ladonne en 1768

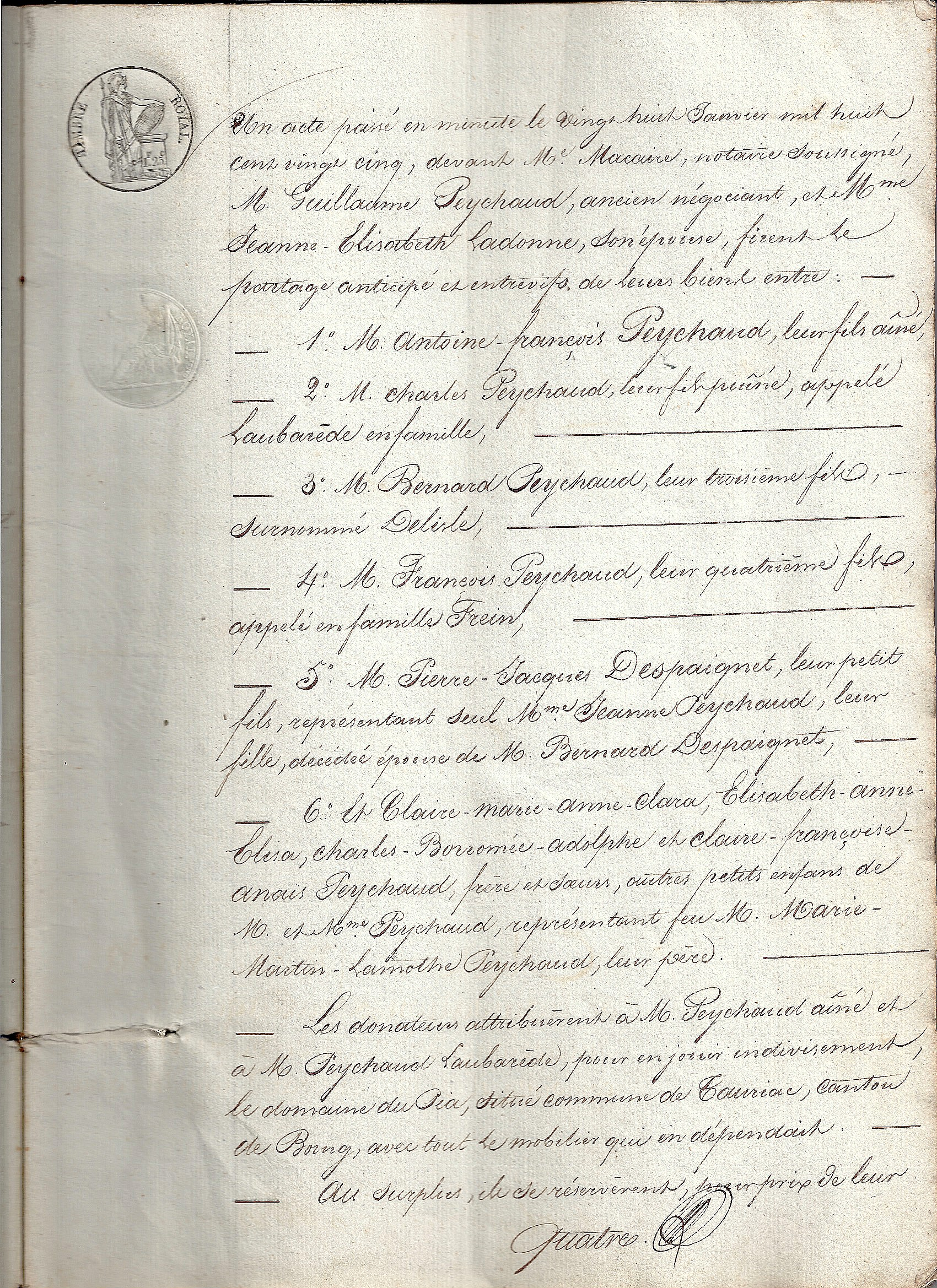
Les héritiers Peychaud lors du partage et de la succession des époux Peychaud

Joseph Guillaume Peychaud né le 11 août 1735 (acte de baptême à la Mairie de Bourg) est décédé le 1er mai 1828 à 93 ans, à Bordeaux au 42, rue du parlement. Il est le fils de Charles Peychaud, négociant (mentionné sur l’acte) et Margueritte Aney, habitants Bourg (Gironde) tous les deux.
Son mariage a été célébré le 27 janvier 1768 à Bourg (acte à la mairie de Bourg). Joseph-Guillaume Peychaud, dit Milord, habitant à Bordeaux au 42, rue du Parlement Paroisse Saint-Meixans, négociant (mentionné sur l’acte) et Jeanne-Elisabeth Ladonne, lieu de naissance : Prignac ou Preignac, fille de François Ladonne et Jeanne Pouget habitants à Bourg, née en 1745 (date estimée).
Jeanne décède le 3 juin 1828 à 83 ans (acte de décès) à Bordeaux au 42, rue du parlement à Bordeaux. J.-G. Peychaud a 33 ans quand il se marie, Jeanne-Elisabeth Ladonne en a 23. 
Ils auront cinq enfants :
- Antoine-François Peychaud, fils aîné – négociant – habitant au 2, rue Richelieu à Paris - mort le 3 avril 1828 ;
- Charles Peychaud, fils puiné, appelé Laubarède en famille – négociant – habitant au 49, rue Notre Dame – Faubourg des Chartrons à Bordeaux ;
- Bernard Peychaud, surnommé Delisle – receveur particulier des Finances – habitant Pamiers (Ariège) dont l’orthographe du nom évoluera au fil du temps et finira par devenir : de Lisle ;
- François Peychaud, appelé Frein (ou Frinck) – Négociant – habitant au 42, rue du Parlement à Bordeaux ;
- Jeanne Peychaud dite Jenny (1768-1818) mariée à Bernard Despaignet, voisin du Piat au Domaine de Rivière, en 1801. Un enfant :
  - Pierre-Jacques Despaignet dit Laudy, né le 18 mai 1802 à Bergerac ;
- Marie-Martin Peychaud dit Lamotte marié à Marie-Jeanne Rémy de Maliorac Lagrange. Quatre enfants : 
  - Claire-Marie-Anne-Clara Peychaud,
  - Élisabeth-Jeanne-Elisa Peychaud,
  - Charles-Borromée-Adolphe Peychaud,
  - Claire-Françoise-Anaïs Peychaud.

## Architecture

### La chartreuse

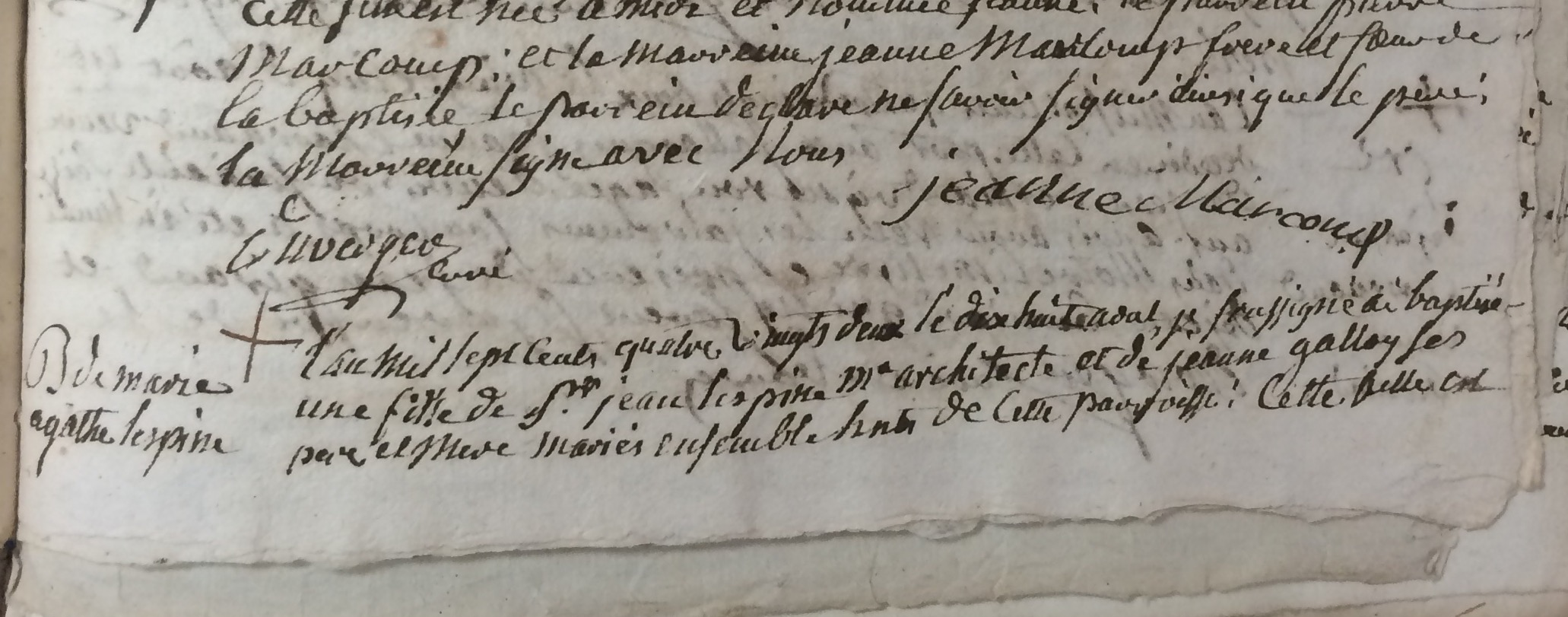
Jean Lespine Maître Architecte en 1781

Cette chartreuse d'époque Louis XVI, de style néoclassique, est l’œuvre de Jean Lespine (à ne pas confondre avec l'architecte Jean Delespine qui vécut au XVIe siècle), comme en témoigne l’inscription du fronton. Directement inspiré par Victor Louis architecte du Grand-Théâtre de Bordeaux et du Château du Bouilh, le bâtiment a toutes les caractéristiques du Petit Trianon à Versailles. 

La trace de Jean Lespine, identifié comme maître architecte, se trouve sur l'acte de baptême de sa fille en 1782 : 

« Baptême de Marie-Agathe, fille de Jean Lespine, maître architecte (18 août 1782).

Propriétaire initial : Joseph-Guillaume Peychaud.

Appellation Bordeaux - Côtes de Bourg.

Anciennes provinces de France : Guyenne. »

### Texte du fronton

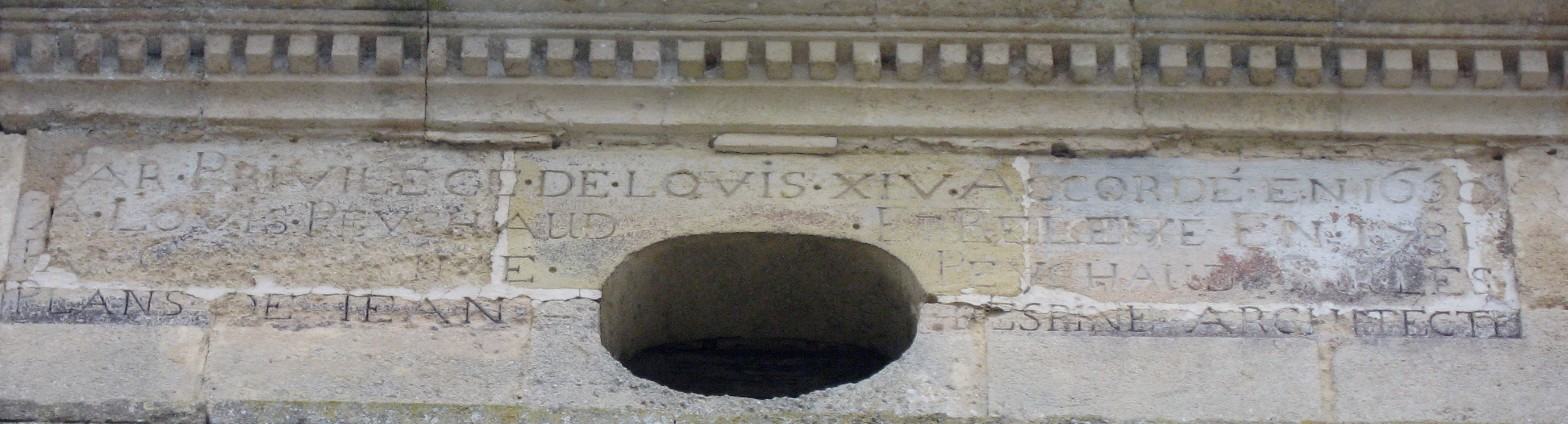
Par privilège de Louis XIV accordé en 1650
A Louis Peychaud relevé en 1781 par Guillaume Peychaud
Sur les plans de Jean Lespine architecte

Édifiée sur un bâti du XVIe siècle préservé des usures du temps, la chartreuse fut, dès sa construction, habitée uniquement aux beaux jours. Elle était destinée à afficher la réussite de son propriétaire, Joseph Guillaume Peychaud, dit Milord, négociant bordelais et membre de la bourse du commerce à partir de 1780, natif de Bourg, la commune voisine.

## Bâtiments et domaine viticole
Jouxtant la chartreuse, une cour s’articule autour du cuvier et d’une grange. Le raisin était pressé sur place par gravitation comme l'attestent les pressoirs d’époque. Le vignoble actuel s’étend en un seul tenant sur 8ha autour du château. Le Piat bénéficie de l’appellation Côtes de Bourg. Il est issu des cépages suivants : Merlot, Cabernet franc et Malbec qui s’épanouissent sur un terrain argilocalcaire exposé plein sud sur un coteau dominant le début de l'estuaire de la Gironde. Le domaine actuel est identique à celui d'origine.
Dans son livre Voyage à Bordeaux, Jean-Paul Kauffmann évoque le château Le Piat : « …Château Le Piat construit sous Louis XVI par le grand architecte Louis. Le style de cette chartreuse qui rappelle le Petit Trianon se caractérise par sa pureté… » (Jean-Paul Kauffmann, Voyage à Bordeaux, Ed. des Équateurs, collection Parallèles, 1989). 